# Emanuel Bułhak
Emanuel Mieczysław Bułhak herbu Syrokomla (ur. 1865, zm. 1943) – polski arystokrata, filozof i religioznawca.

## Życiorys
Był synem Józefa Bułhaka i Antoniny z Malinowskich. W młodości gospodarował majątkami ziemskimi w Czehrynce i w Dobośni. Po śmierci ojca i stryjów odziedziczył ogromny majątek rodziny książęcej Bułhaków, w którego skład poza nieruchomościami wchodziła również m.in. cenna kolekcja dzieł sztuki, kolekcja pasów słuckich oraz biblioteka pałacu w Dobośni.
Dzięki rodowej fortunie studiował filozofię i religioznawstwo w Austrii, Niemczech i we Francji. Ponadto przez większą część życia mógł sobie pozwolić na liczne podróże po Europie. Upodobał sobie zwłaszcza kraje śródziemnomorskie. Zakupił w tym celu kilka posiadłości we Francji i we Włoszech gdzie w okresie dwudziestolecia międzywojennego stale rezydował.

### Działalność literacka i fundacje
Emanuel Bułhak pasjonował się teologią. W 1932 roku przetłumaczył na język polski dzieła Pseudo-Dionizego. Napisał też po francusku i wydał w 1938 roku obszerną monografię na temat autentyczności tych dzieł.
Interesował się sztuką, zwłaszcza antyczną i wczesnochrześcijańską. Był fundatorem wielu pomników m.in.: rzeźby Gladiator dłuta Piusa Welońskiego, która zdobi klatkę schodową warszawskiej Zachęty; pomnika Nieznanego Żołnierza w Cannes oraz kościoła Opatrzności Bożej w Wesołej. W 1925 roku ufundował place pod budowę klasztoru Zgromadzenia Sióstr Matki Bożej Loretańskiej oraz kościoła parafialnego w Rembertowie.

### Założyciel Wesołej
Na początku XX wieku Emanuel Bułhak rozpoczął wyprzedaż i parcelację swoich podwarszawskich majątków. W wyniku tej działalności w okresie międzywojennym powstały wzdłuż linii kolejowej warszawsko-terespolskiej takie miejscowości letniskowe jak: Wesoła i Wola Grzybowska, które po II wojnie światowej zostały połączone i utworzyły miasto Wesoła.
Emanuel Bułhak został upamiętniony tablicą pamiątkową na frontonie kościoła Opatrzności Bożej w Wesołej. Jego imię nosi również Społeczna Szkoła w Warszawie-Wesołej.

### Życie prywatne
Emanuel Bułhak był żonaty z Józefą z Hutten-Czapskich. Para miała córkę Izabellę. Emanuel Bułhak adoptował poza tym Jerzego Bułhaka-Jelskiego i Władysława Bułhaka.

## Wybrane publikacje
- Dzieła świętego Dionizyusza Areopagity, przetł. i przedm. i wstępem zaopatrzył Emanuel Bułhak, Kraków 1932.
- Odpowiedź na krytykę tłumaczenia dzieł św. Dionizego Areopagity, umieszczoną przez prof. U.J. ks. Michalskiego w Kwartalniku Filozoficznym w r. 1933, wydawanym przez Akademję Nauk w Krakowie, Warszawa 1934[1].
- Authenticité des oeuvres de Saint Denys l’Aeropagite évêque d’Athènes et de Lutetia in Parisiis et sa réintégration sur le siège épiscopal de Paris, Rome 1938.
- Pseudo-Dionizy Areopagita, O imionach Bożych, przeł. Emmanuel Bułhak, Lublin: „Onion” 1995.